# Клифа
Кли́фа (Кли́ва, Кле́ва) — гора в Покутсько-Буковинських Карпатах, територіально розташована в Косівському районі Івано-Франківської області.
Гора в межах національного природного парку «Гуцульщина».
Найближче село — Пістинь, звідки здійснюються організовані туристські сходження на вершину.
На горі знаходиться реконструйована криївка УПА. Тут у квітні 1952-го останній бій з чекістами звели референт пропаґанди Коломийського надрайону Василь Ковалишин-«Нескорений» і кулеметник, лицар Бронзового хреста бойової заслуги Дмитро Ілюк-«Кичера».